# Vöröscsőrű szaltator
A vöröscsőrű szaltator (Saltator grossus)  a madarak osztályának verébalakúak (Passeriformes) rendjébe és a tangarafélék (Thraupidae) családjába tartozó faj. Besorolása vitatott, egyes szervezetek a kardinálispintyfélék (Cardinalidae) családjába sorolják az egész nemet.

## Rendszerezése
A fajt Carl von Linné svéd természettudós írta le 1766-ban, a Loxia nembe Loxia grossa néven.

## Alfajai
- Saltator grossus grossus (Linnaeus, 1766)
- Saltator grossus saturatus (Todd, 1922)[2]

## Előfordulása
Costa Rica, Honduras, Nicaragua, Panama, Bolívia, Brazília, Kolumbia, Ecuador, Francia Guyana, Guyana, Peru, Suriname és Venezuela területén honos. A természetes élőhelye szubtrópusi és trópusi síkvidéki esőerdők és erősen leromlott egykori erdők. Állandó, nem vonuló faj.

## Megjelenése
Testhossza 19-20,5 centiméter, testtömege 41-53 gramm.

## Életmódja
Magvakkal és ízeltlábúakkal táplálkozik.